# Кулиямахи
Кулиямахи (дарг. Кулиямахьи) — село в Акушинском районе Республики Дагестан. Входит в состав сельского поселения «Сельсовет Нацинский».

## Географическое положение
Расположено в 22 км к югу от районного центра села Акуша, на реке Калахерк.

## Население
| 1895 | 1926 | 1939 | 1970 | 1989 | 2002 | 2010 |
| ---- | ---- | ---- | ---- | ---- | ---- | ---- |
| 71   | ↗188 | →188 | ↘161 | ↗222 | ↗251 | ↘210 |
| 2021 |      |      |      |      |      |      |
| ↗245 |      |      |      |      |      |      |